# Редж Нобл
Редж Нобл (англ. Reg Noble, нар. 23 червня 1895, Колінгвуд — пом. 19 січня 1962) — канадський хокеїст, що грав на позиції центрального нападника.
Член Зали слави хокею з 1962 року. Володар Кубка Стенлі. Провів понад 500 матчів у Національній хокейній лізі. 

## Ігрова кар'єра
Хокейну кар'єру розпочав 1915 року.
Протягом професійної клубної ігрової кар'єри, що тривала 18 років, захищав кольори команд «Торонто Блюшертс», «Монреаль Канадієнс», «Торонто Аренас», «Торонто Сент-Патрікс», «Монреаль Марунс», «Детройт Кугарс», «Детройт Кугарс» та «Детройт Ред-Вінгс».
Загалом провів 528 матчів у НХЛ, включаючи 18 ігор плей-оф Кубка Стенлі.

## Нагороди та досягнення
- Володар Кубка Стенлі в складі «Торонто Аренас» — 1918.
- Володар Кубка Стенлі в складі «Торонто Сент-Патрікс» — 1922.
- Володар Кубка Стенлі в складі «Монреаль Марунс» — 1926.

## Статистика
| Сезон              | Клуб                      | Ліга               | Регулярний сезон | Регулярний сезон | Регулярний сезон | Регулярний сезон | Регулярний сезон | Плей-оф | Плей-оф | Плей-оф | Плей-оф | Плей-оф |
| Сезон              | Клуб                      | Ліга               | І                | Г                | П                | О                | ШХ               | І       | Г       | П       | О       | ШХ      |
| ------------------ | ------------------------- | ------------------ | ---------------- | ---------------- | ---------------- | ---------------- | ---------------- | ------- | ------- | ------- | ------- | ------- |
| 1915–16            | «Сент Майклз Коледж Скул» | ОХА                | —                | —                | —                | —                | —                | 6       | 9       | 0       | 9       | —       |
| 1915–16            | «Торонто Ріверсайдс»      | ОХА                | 10               | 14               | 0                | 14               | —                | 4       | 6       | 0       | 6       | —       |
| 1916–17            | «Торонто Блюшертс»        | НХА                | 14               | 7                | 5                | 12               | 41               | —       | —       | —       | —       | —       |
| 1916–17            | «Монреаль Канадієнс»      | НХА                | 6                | 4                | 0                | 4                | 15               | 2       | 0       | 1       | 1       | 2       |
| 1916–17            | «Монреаль Канадієнс»      | Кубок Стенлі       | —                | —                | —                | —                | —                | —       | —       | —       | —       | —       |
| 1917–18            | «Торонто Аренас»          | НХЛ                | 20               | 30               | 10               | 40               | 35               | 2       | 1       | 1       | 2       | 9       |
| 1917–18            | «Торонто Аренас»          | Кубок Стенлі       | —                | —                | —                | —                | —                | 5       | 2       | 1       | 3       | 12      |
| 1918–19            | «Торонто Аренас»          | НХЛ                | 17               | 10               | 5                | 15               | 35               | —       | —       | —       | —       | —       |
| 1919–20            | «Торонто Сент-Патрікс»    | НХЛ                | 24               | 24               | 9                | 33               | 52               | —       | —       | —       | —       | —       |
| 1920–21            | «Торонто Сент-Патрікс»    | НХЛ                | 24               | 19               | 8                | 27               | 54               | 2       | 0       | 0       | 0       | 0       |
| 1921–22            | «Торонто Сент-Патрікс»    | НХЛ                | 24               | 17               | 11               | 28               | 19               | 2       | 0       | 0       | 0       | 12      |
| 1921–22            | «Торонто Сент-Патрікс»    | Кубок Стенлі       | —                | —                | —                | —                | —                | 5       | 0       | 1       | 1       | 9       |
| 1922–23            | «Торонто Сент-Патрікс»    | НХЛ                | 24               | 12               | 11               | 23               | 47               | —       | —       | —       | —       | —       |
| 1923–24            | «Торонто Сент-Патрікс»    | НХЛ                | 24               | 12               | 5                | 17               | 79               | —       | —       | —       | —       | —       |
| 1924–25            | «Торонто Сент-Патрікс»    | НХЛ                | 3                | 1                | 0                | 1                | 8                | —       | —       | —       | —       | —       |
| 1924–25            | «Монреаль Марунс»         | НХЛ                | 27               | 8                | 11               | 19               | 56               | —       | —       | —       | —       | —       |
| 1925–26            | «Монреаль Марунс»         | НХЛ                | 33               | 9                | 9                | 18               | 96               | 4       | 1       | 1       | 2       | 6       |
| 1925–26            | «Монреаль Марунс»         | Кубок Стенлі       | —                | —                | —                | —                | —                | 4       | 0       | 0       | 0       | 4       |
| 1926–27            | «Монреаль Марунс»         | НХЛ                | 43               | 3                | 3                | 6                | 112              | 2       | 0       | 0       | 0       | 2       |
| 1927–28            | «Детройт Кугарс»          | НХЛ                | 44               | 6                | 8                | 14               | 63               | —       | —       | —       | —       | —       |
| 1928–29            | «Детройт Кугарс»          | НХЛ                | 43               | 6                | 4                | 10               | 52               | 2       | 0       | 0       | 0       | 2       |
| 1929–30            | «Детройт Кугарс»          | НХЛ                | 43               | 6                | 4                | 10               | 72               | —       | —       | —       | —       | —       |
| 1930–31            | «Детройт Фелконс»         | НХЛ                | 44               | 2                | 5                | 7                | 42               | —       | —       | —       | —       | —       |
| 1931–32            | «Детройт Фелконс»         | НХЛ                | 48               | 3                | 3                | 6                | 72               | 2       | 0       | 0       | 0       | 0       |
| 1932–33            | «Детройт Ред-Вінгс»       | НХЛ                | 5                | 0                | 0                | 0                | 6                | —       | —       | —       | —       | —       |
| 1932–33            | «Монреаль Марунс»         | НХЛ                | 20               | 0                | 0                | 0                | 16               | 2       | 0       | 0       | 0       | 2       |
| 1933–34            | «Клівленд Фелконс»        | ІХЛ                | 40               | 2                | 3                | 5                | 43               | —       | —       | —       | —       | —       |
| Усього в НХЛ       | Усього в НХЛ              | Усього в НХЛ       | 510              | 168              | 106              | 274              | 916              | 18      | 2       | 2       | 4       | 33      |
| Кубок Стенлі разом | Кубок Стенлі разом        | Кубок Стенлі разом | —                | —                | —                | —                | —                | 14      | 2       | 2       | 4       | 25      |